# Mona Lisa Descending a Staircase
Mona Lisa Descending a Staircase ist ein US-amerikanischer knetanimierter Kurzfilm von Joan C. Gratz aus dem Jahr 1992.

## Handlung
Der Film beginnt mit einer Abbildung von Leonardo da Vincis Mona Lisa, die sich in Nude Descending a Staircase, No. 2 von Marcel Duchamp verwandelt. Es folgen Werke von Vincent van Gogh, wobei die Abbildungen stets zu neuen bedeutenden Werken der modernen Malerei verschmelzen. Jedes Bild stoppt kurz in seiner fertigen Form, bevor es sich in ein anderes Gemälde zu verwandeln beginnt. Zum Teil sind die Übergänge fließend, während in anderen Übergängen Porträts Worte sagen oder Gegenstände kurz ein Eigenleben entwickeln. Zu den 35 geformten Bildern zählen Werke von Edvard Munch, Pablo Picasso, Andy Warhol und Diego Velasquez.

## Produktion
Obwohl der Film wie gezeichnet wirkt, wurde er von Joan C. Gratz fast zweidimensional knetanimiert und in Stop-Motion aufgenommen. Der Titel des Films nimmt in der Verschmelzung der Kunstwerke Mona Lisa von Leonardo da Vinci und Nude Descending a Staircase, No. 2 von Marcel Duchamp den Inhalt des Films vorweg.
Die wenigen Worte, die der Film enthält, werden von Jean G. Poulot gesprochen.

## Auszeichnungen
Mona Lisa Descending a Staircase gewann 1993 den Oscar in der Kategorie „Bester animierter Kurzfilm“.
Auf dem Melbourne International Film Festival erhielt Joan C. Gratz 1993 einen City of Melbourne Award für die beste Kurzanimation. Auf dem Ottawa International Animation Festival wurde sie 1992 für die beste experimentelle Animation ausgezeichnet.